# ジョナタ・バストス
ジョナタ・バストス（葡: Johnatha Bastos、1994年7月18日 - ）は、生まれつき両腕のないブラジルのピアニスト兼ギタリスト。

## プロフィール
3歳で地元教会で歌を始める。さらに6歳から祖父にキーボードを習うようになった。12歳ごろからはリオデジャネイロ内各地で演奏・講演活動を始めた。同じ頃、母親のギターに触れたことを契機に、ギタリストを志すようになり、「ギターペダル」（ギターをアンプとつなぎ足による演奏ができるようにしたもの）を用い、ギターに熱中する。ブラジル国内全域を訪れつつ演奏スキルを上げた。2010年になるとソロ奏者としてギターリフを身につける。
高校時代には医者を志すこともあったが、自分の音楽が他人の励ましになると考え、改めて音楽に没頭する。
2016年には英テレビ局が制作したパラリンピックのプロモーションビデオにピアニストとして採用される。YouTubeでも800万回以上再生され、リオデジャネイロパラリンピック閉会式ではパフォーマンスを行い、ピアノやギター、ドラムも演奏した。
2016年には、ギタリスト、アンディ・ティモンズとの競演を果たした動画が公開される。アンディの代表曲の一つである「Cry For You」を本人を横にしながら、足を器用に使い豊かなセッションが展開されている。
2017年11月に初めて日本を訪れ、パラリンピックサポートセンターが主催する「ParaFes 2017 〜UNLOCK YOURSELF〜」に出演した。当日は、視覚障害をもつ音楽家の木下航志とのピアノセッションを披露した。
尊敬するミュージシャンは、ジュニーニョ・アフラム。

## 演奏の特徴
ピアノを演奏する際は、少しだけ残っている両腕と顎を使って演奏を行い、ギターの演奏はギターを地面に並行に置き両足でフィンガー・ピッキング、アーミング、タッピング奏法などを行う。

## 出演
- 「We're The Superhumans | Rio Paralympics 2016 Trailer」[8] - channel4（英テレビ局）制作 パラリンピックトレーラー（2016年）
- リオデジャネイロパラリンピック閉会式（2016年9月18日）[9]
- ParaFes 2017 〜UNLOCK YOURSELF〜 11/15＠両国国技館（2017年11月15日）[6][10]